# Saint-Coutant (Charente)
Saint-Coutant ist eine französische Gemeinde mit 212 Einwohnern (Stand: 1. Januar 2022) im Département Charente in der Region Nouvelle-Aquitaine (vor 2016 Poitou-Charentes); sie gehört zum Arrondissement Confolens und zum Kanton Charente-Bonnieure. Die Einwohner werden Saint-Coutantais genannt.

## Geographie
Saint-Coutant liegt etwa 44 Kilometer nordnordöstlich von Angoulême. Saint-Coutant wird umgeben von den Nachbargemeinden Benest im Norden, Alloue im Osten und Nordosten, Ambernac im Südosten, Saint-Laurent-de-Céris im Süden, Le Vieux-Cérier im Westen und Südwesten sowie Champagne-Mouton im Westen und Nordwesten.

## Bevölkerungsentwicklung
| Jahr                       | 1962 | 1968 | 1975 | 1982 | 1990 | 1999 | 2006 | 2019 |
| Einwohner                  | 425  | 391  | 332  | 284  | 259  | 223  | 217  | 216  |
| Quellen: Cassini und INSEE |      |      |      |      |      |      |      |      |

## Sehenswürdigkeiten
- Kirche Saint-Coutant aus dem 13. Jahrhundert
- Kapelle von Chabossant
- Priorat Saint-Gilles in Fontcreuse
- Schloss Puybautier aus dem 18. Jahrhundert, Monument historique seit 2001

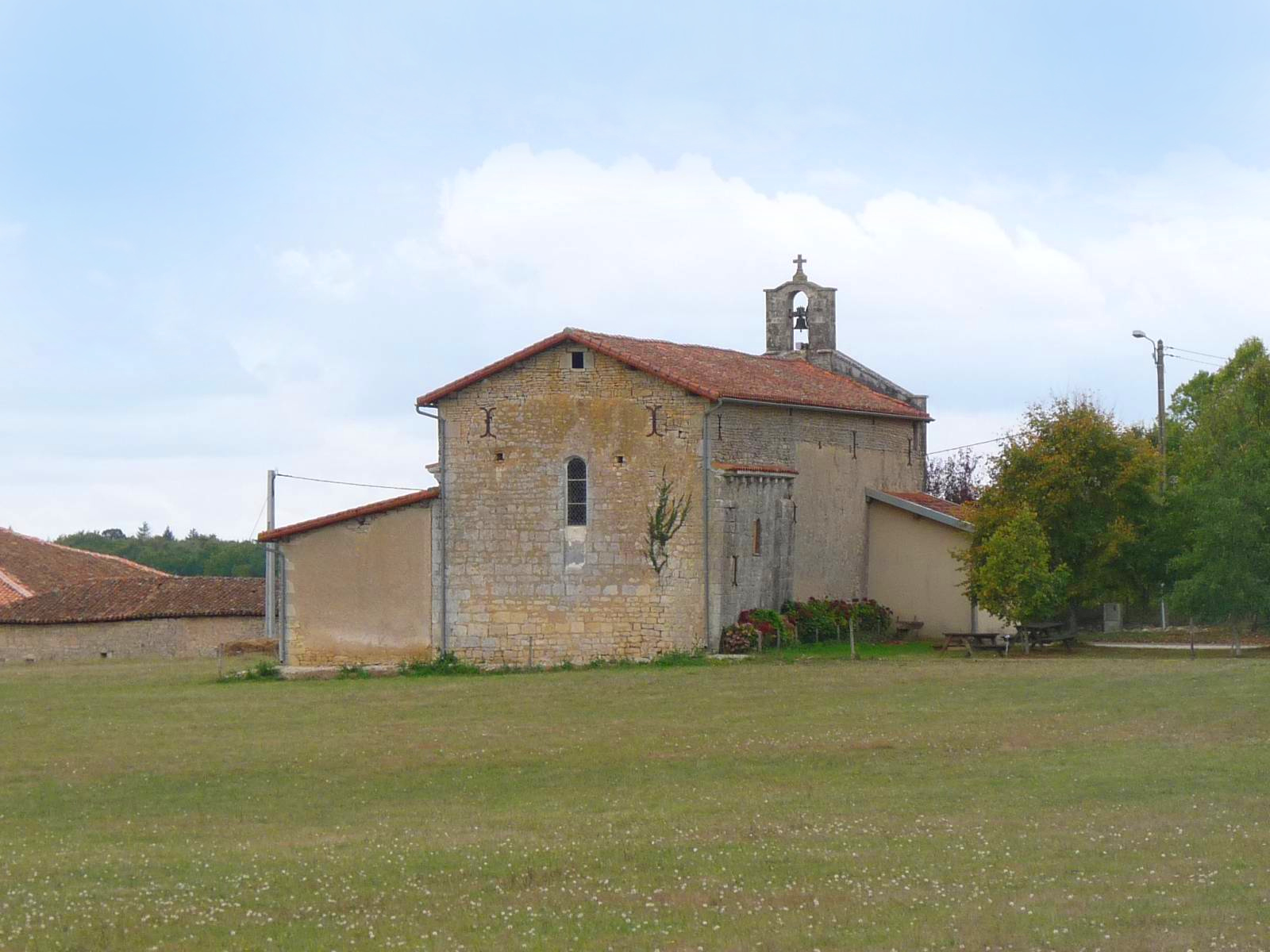
Kirche Saint-Coutant
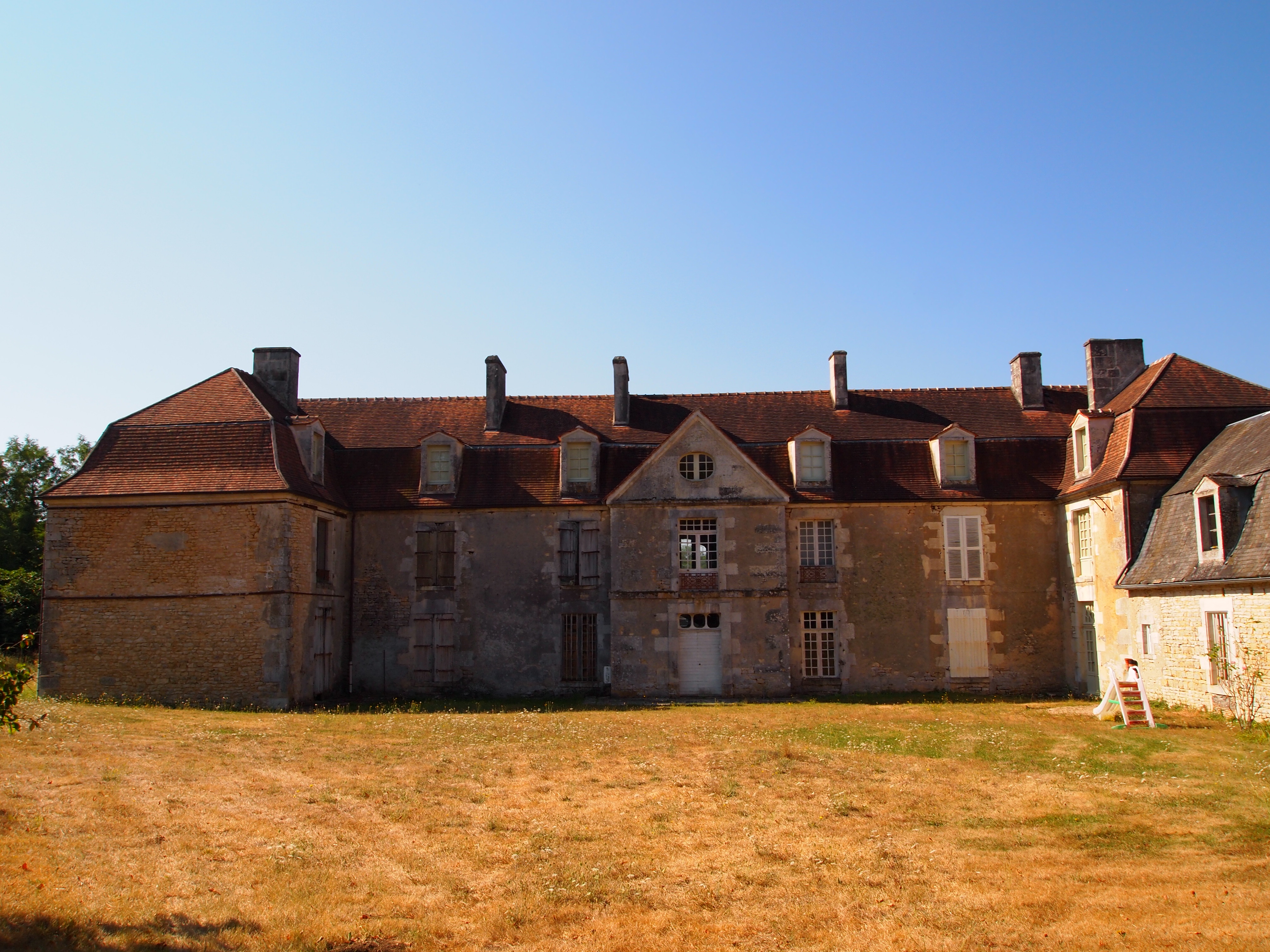
Schloss Puybautier